# Кравчук Зіновій Євгенович
Зіно́вій Євге́нович Кравчу́к (1942, Шили — 10 жовтня 2002, Заліщики) — диригент, композитор, поет, Заслужений працівник культури України.

## Життєпис
Народився 1942 року у селі Шили Збаразького району.
З 1972 року призначений керівником ансамблю пісні і танцю «Дністер». З 1986 року Зіновій Кравчук — керівник чоловічої хорової капели «Гомін».
Нарівні з концертною діяльністю З. Кравчук пише вірші, музику, здійснює обробку народних пісень, колядок, творів церковного співу. У творчому доробку автора десятки створених ним пісень, які звучать у виконанні капели «Гомін», ансамблю пісні і танцю «Дністер».
Окремі пісні Зіновія Кравчука видрукувані у збірці композиторів Тернопільщини.
Зіновій Кравчук помер 10 жовтня 2002 року в місті Заліщиках, де й похований.